# Syndie
Syndie是开源的跨平台程序，支持在多种匿名网络或普通网络中的内容发布与同步。

## 功能
Syndie的运作与博客，新闻组，网络论坛，及其他内容工具相同，提供不同形式的内容发布与同步，其中包括同时公共信息或私密信息，同一个Syndie“源”可以由单人（博客）或多人贡献（论坛）。“源”自身可以同时通过多种匿名服务（例如I2P, Tor, 自由网等），或普通服务（例如WWW或Usenet）进行发布与管理。Syndie中所有的论坛及个人消息都经过强劲的加密，用户可以选择在不同的论坛中匿名或使用真实的数字身份（密钥）。Syndie在风险分散方面也有努力，论坛数据的交换依靠Syndie Archieve，但Archieve的运行者却不一定知道论坛的内容。除非他拥有论坛的创建者提供的密钥。Syndie的程序设计提供了足够的安全性，值得使用者在匿名网络中一试。
Syndie同时支持命令行，与开发中的图形客户端。